# Дом контор
Дом контор — историко-архитектурный памятник конструктивизма (объект культурного наследия регионального значения), построенный в Свердловске (Екатеринбурге) в 1929 году. Адрес здания — улица Малышева, дом 42 (имеет также адрес по второй улице — 8 Марта, дом 10). Архитекторы — Г. П. Валенков, В. И. Смирнов.
Дом контор был возведен для размещения торговых предприятий и банка Союза сельскохозяйственной кооперации. Здание имеет 4 этажа (на первом этаже окна служили витринами магазинов), эффектный скругленный угол, выходящий на пересечение улиц 8 Марта и Малышева. В годы Великой Отечественной войны в здании размещался эвакогоспиталь № 1708. 
Вероятно, на этом месте (Покровский проспект, 42) в 1910-х годах размещалось фотоателье большевика ЧКиста цареубийцы Юровского. "Это небольшой флигилек сбоку «Аптеки», но с большими окнами, которые использовались и для рекламы: «Моментальная фотография миниатюр».

## Пожар 1974 года
1 марта 1974 года в Доме контор произошла трагедия — сильнейший пожар, в результате которого погибло 8 человек.

## Современное состояние
В настоящее время Дом контор функционирует как офисный центр.